# جوناثان ولفسون
جوناثان ولفسون (بالإنجليزية: Jonathan Wolfson)‏ هو مخرج منفذ ومدير مواهب أمريكي، ولد في 1 ديسمبر 1970 في سبرينغ فالي في الولايات المتحدة.